# Surströmmingspolkan
Surströmmingspolkan är en sång av Thore Skogman som blivit en klassiker. Skogman spelade in låten på grammofon som gavs ut första gången i augusti 1964. Den har sedan givits ut ett flertal gånger och var även spelad i rikstäckande radio på 2000-talet.